# Саннинский сельсовет
Саннинский сельсовет — муниципальное образование в Благовещенском районе Башкортостана.

## История
Согласно «Закону о границах, статусе и административных центрах муниципальных образований в Республике Башкортостан» имеет статус сельского поселения.

## Население
| 2002 | 2009 | 2010 | 2012 | 2013 | 2014 | 2015 |
| ---- | ---- | ---- | ---- | ---- | ---- | ---- |
| 656  | ↘620 | ↘476 | ↘472 | ↗475 | ↘473 | ↘466 |
| 2016 | 2017 |      |      |      |      |      |
| ↗469 | ↘466 |      |      |      |      |      |

## Состав сельского поселения
| № | Населённый пункт | Тип населённого пункта       | Население |
| - | ---------------- | ---------------------------- | --------- |
| 1 | Саннинское       | село, административный центр | ↘383      |
| 2 | Булатово         | деревня                      | ↘53       |
| 3 | Александровка    | деревня                      | ↘40       |